# Onthophilus globulosus
Onthophilus globulosus är en skalbaggsart som först beskrevs av Olivier 1789.  Onthophilus globulosus ingår i släktet Onthophilus och familjen stumpbaggar. Inga underarter finns listade i Catalogue of Life.